# Труш, Владимир Евдокимович
Владимир Евдокимович Труш (укр.  Володимир Євдокимович Труш; 22 января 1941, Носовка, Черниговская область — 3 июня 2019) — советский и украинский учëный-экономист, педагог, кандидат экономических наук (1972), профессор (1991), председатель Херсонского областного Союза экономистов Украины (2002). Член Президиума Союза экономистов Украины (с 2001). Заслуженный работник образования Украины (2007). Отличник высшей школы Украины (2001). Действительный член Академии экономических наук Украины (1995), действительный член Академии экономической кибернетики Украины (1998). Член Национальной Ассоциации бухгалтеров Франции (1996).

## Биография
В 1958 окончил бухгалтерскую школу в городе Нежин, в 1965 году — Киевский институт народного хозяйства (КИНХ).
Работал заместителем главного бухгалтера, главным бухгалтером колхоза (1958—1961). В 1965—1968 годах — преподаватель Киевского института народного хозяйства. В 1971 году окончил аспирантуру при КИНХ. В 1972—1980 годах — преподаватель, заместитель декана, декан экономического факультета Тернопольского финансово-экономического института.
В 1980—1983 годах — доцент Криворожского филиала Киевского института народного хозяйства имени Д. С. Коротченко. С 1983 года — заместитель декана экономического факультета, а с 1984 — заведующий кафедрой учёта и аудита, в 1996—2005 годах — декан экономического факультета Херсонского национального технического университета. В 1993—1994 годах прошёл стажировку в университете города Ньюкасл (Великобритания).
Автор более 215 научных и научно-методических разработок, в том числе 12 учебников, учебных пособий, монографий. Член редакции журнала «Бухгалтерський облік і аудит».

## Награды
- 1999 — грамота и медаль Кабинета Министров Украины — за разработку концепции реформирования экономики Херсонской области;
- 2001 — Отличник высшей школы Украины;
- 2007 — Заслуженный работник образования Украины.